# 산자고
산자고(山慈姑, Amana edulis)는 백합과의 여러해살이풀이다. 4종의 산자고속 식물 중 한국에 자생하는 유일한 산자고다.

## 이름
꽃이 노란 중의무릇이나 분홍 꽃의 무릇과 잎과 뿌리가 비슷하며, 꽃에 자주색 줄무늬가 있어 알록달록한 무릇이란 의미로 ‘까치무릇’이라고도 부른다. ‘까추리’, ‘물구’라고도 부른다.

## 생김새
높이는 약 15~30cm이다. 이른 봄 줄 모양으로 흰빛이 도는 녹색의 잎이 2장 나온다. 잎 아래 땅 속 깊이 숨겨진 비늘줄기는 달걀 모양으로 길이 3∼4cm이며 비늘 조각 안쪽에는 갈색 털이 빽빽이 난다. 잎이 어느 정도 자라면 꽃줄기가 곧게 나와 1~3개의 꽃이 핀다. 길이 2.5cm 정도의 꽃은 넓은 종 모양의 흰색으로 바깥쪽에는 자주색 줄무늬가 새겨져 있다. 수술은 6개인데, 3개는 길고 3개는 짧다. 암술 끝은 뭉툭하다. 열매는 삼각상 원뿔모양으로 길이 1cm 정도이다. 열매를 달고 나면 땅 위의 식물 부위는 말라 없어지고 땅속 비늘줄기만이 남아 겨울을 난다.

## 쓰임새
지피식물로 가치가 있는 관상식물이다. 비늘줄기를 약으로 쓰는데, 항종양작용을 나타내, 약난초의 약재명인 산자고(山慈姑)의 대용약재로 쓰며, 광자고(光慈枯)라 부른다.
4월에 수확한 꽃은 알싸한 향미가 있으므로 육류나 어패류 요리와 잘 어울린다. 꽃,잎, 뿌리를 다 식용할 수 있다. 꽃은 날것으로 먹거나 샐러드로 먹는다. 잘 말린 꽃은 차로 우려 마신다.
잎에서도 마늘 향기가 있으므로 날것으로 먹거나 조리해서 먹는다.

## 재배 및 관리
햇빛이 풍부하고 물빠짐이 좋은 곳에 심는다. 비료를 추가할 필요는 없지만 비옥한 땅에서 잘 자란다. 화분에 심을 때는 물이 잘 빠지도록 마사토와 부엽을 섞은 용토를 이용한다.